# Мешков, Владимир Ильич
Влади́мир Ильи́ч Мешко́в (15 августа 1919, деревня Сятракасы (сейчас — деревня Сятра-Марги), Чебоксарский район, Чувашская АССР, РСФСР — 6 августа 2012, Красноярск, Российская Федерация) — советский и российский художник. Народный художник РСФСР (1981).

## Биография
Родился в крестьянской семье. Участник Великой Отечественной войны.
- 1937-1941 гг. — работа штатным художником в газете «Эвенкийская новая жизнь»;
- 1948—1961 гг. — работа в Красноярской организации Союза художников; председатель Красноярской организации Союза художников РСФСР;
- с 1967 г. — на творческой работе.

Вел общественную деятельность:
- 1961—1964 гг. — депутат Ачинского городского совета,
- 1965—1967 гг. — депутат Красноярского городского совета.

Автор альбомов «Эвенкия» (1961), «Северные Зори» (1966), «Таймыр» (1974), «Енисейский Север» (1975). Иллюстратор книг писателей И. Рождественского, Н. Успенского, Г. Федосеева, К. Лисовского, первого букваря на хакасском языке (1952), серия гравюр к 350-летию Красноярска (1978). Его графические произведения графика украшают Третьяковскую галерею, Красноярский художественный музей им. В. И. Сурикова, Норильскую художественную галерею

## Награды и звания
- Кавалер орденов «Знак Почета» (1974) и Дружбы (1994).
- Заслуженный художник РСФСР (1963)
- Заслуженный художник Чувашской АССР (1976)
- Народный художник РСФСР (1981)